# 趙榮壽
趙榮壽（？—？），直隸人，清朝官員。吏員出身。

## 生平
趙榮壽於1756年（乾隆21年）接替盧士吉，於台灣台北地區兩度擔任八里坌巡檢一職，是大台北地區的地方父母官。